# Акимов, Александр Васильевич (Герой Советского Союза)
Алекса́ндр Васи́льевич Аки́мов (5 августа 1924 — 12 марта 1966) — советский офицер, участник Великой Отечественной войны, в годы войны командир стрелкового взвода 4-го гвардейского стрелкового полка 6-й гвардейской стрелковой дивизии, 27-го стрелкового корпуса, 13-й армии, 1-го Украинского фронта, Герой Советского Союза (1945), гвардии старший лейтенант.

## Биография
Александр Васильевич Акимов родился 5 августа 1924 года в русской семье рабочего в селе Елшанка (ныне — Николаевский район Ульяновской области). Позже их семья переехала в рабочий посёлок имени В. И. Ленина. Там же обучался в средней школе, которую он закончил восемь классов. В 1939 году поступил учится в школу Фабрично-заводского обучения (ФЗО). После окончания обучения, получил специальность слесаря.
17 августа 1942 года был призван на военную службу в Рабоче-крестьянскую Красную Армию Жадовским райвоенкоматом (под другим данным — Барышским). Обучался на курсах младших лейтенантов в городе Моршанске Тамбовской области. С 26 августа 1943 года находится на фронтах Великой Отечественной войны. Участвовал боях на 1-м и 2-м Украинском фронтах. За время войны был дважды ранен.
12 января 1945 года командир стрелкового взвода 4-го гвардейского стрелкового полка (6-я гвардейская стрелковая дивизия, 13-я армия, 1-й Украинский фронт) гвардии младший лейтенант Александр Акимов особенно отличился в районе юго-восточного города Кельце в ходе которого он ворвался в траншею и уничтожил двух вражеских огневых точки и около тридцать солдат и офицеров противника.
14 января во время боях за вражеских позиции у реки Чарна-Нида (левого притока реки Нида) младший лейтенант Акимов лично подбил артиллерийское орудие и со своими бойцами уничтожил до взвода солдат и офицеров противника. В ночь с 26 на 27 января во время форсировании реки Одер он одним из первых переправился через реку в районе города Штейнау (ныне Сцинава, Польша) и участвовал в боях по захвату и расширению плацдарма.
Указом Президиума Верховного Совета СССР от 10 апреля 1945 года за образцовое выполнение боевых заданий командования и проявленные мужество и героизм в боях с немецко-фашистскими захватчиками младшему лейтенанту Акимову Александру Васильевичу присвоено звание Героя Советского Союза с вручением ордена Ленина (№ 56171) и медали «Золотая Звезда» (№ 8147).
После войны А. В. Акимов работал на фабрике в Рабочем посёлке имени В. И. Ленина Барышского района Ульяновской области. Скончался 12 марта 1966 года.

## Награды
- Медаль «Золотая Звезда» Героя Советского Союза
- Орден Ленина
- Орден Красной Звезды
- Медали

## Память

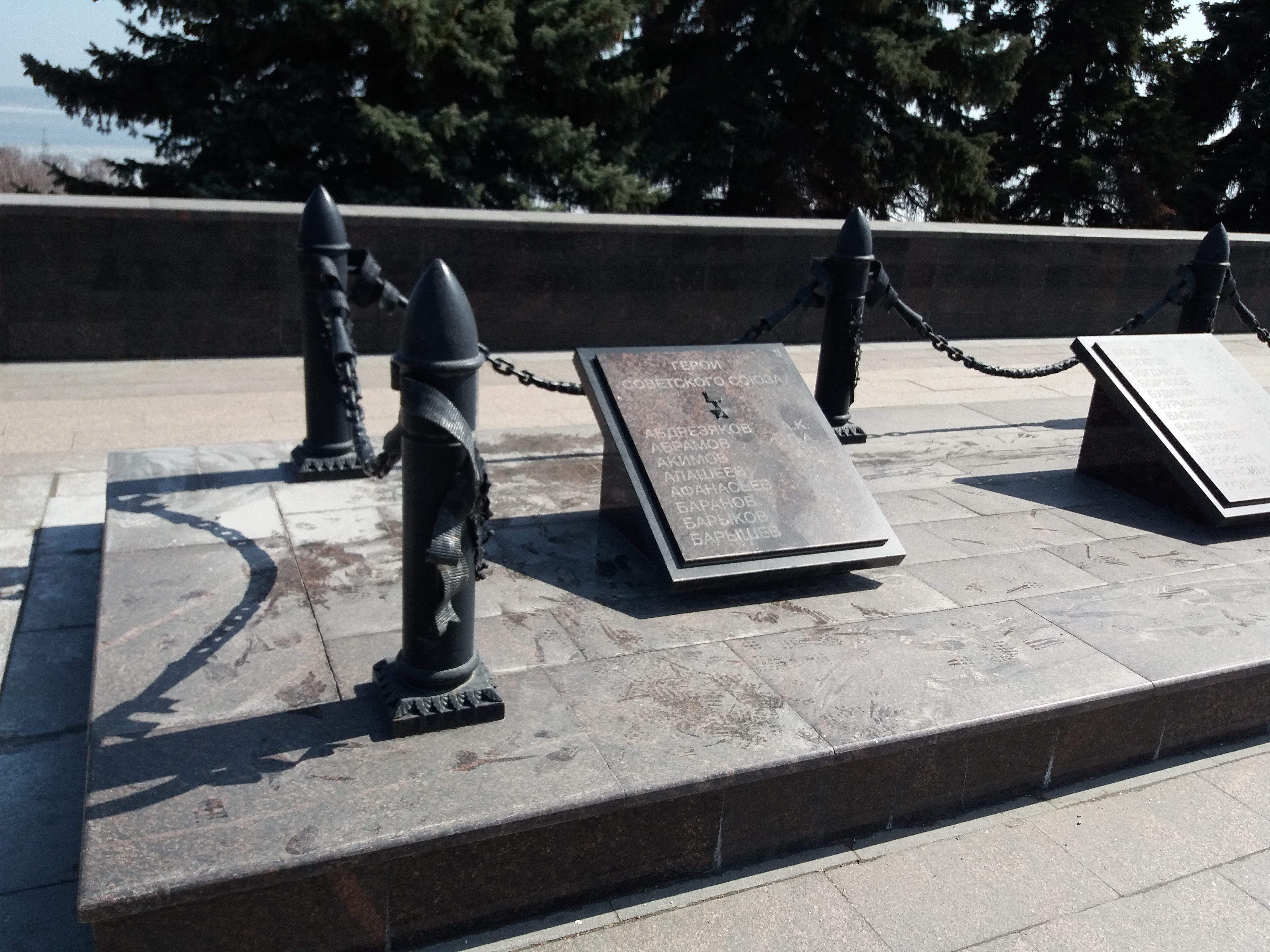
Мемориальная доска с именами Героев, Ульяновск.

- Мемориальная доска с именами Героев, Ульяновск.В честь Героя названа одна из улиц посёлка имени Ленина.
- На могиле установлен памятник[3].
- Ежегодно проводится турнир района по хоккею с мячом на приз Героя Советского Союза Акимова Александра Васильевича.
- На Мемориале «Воинам-ульяновцам, погибшим в годы Великой Отечественной войны 1941—1945 гг.» (пл. 30-летия Победы, Ульяновск), установлена мемориальная плита с его именем;